# 算術溢出
算術溢位（arithmetic overflow）或簡稱為溢位（overflow）指的是：
1. 在電腦領域裡所發生的溢位條件是，執行單項數值計算時，當計算產生出來的結果是非常大的，大於暫存器或記憶體所能儲存或表示的能力限制。
2. 在電腦領域裡，執行多項或累計的數值計算時，當計算產生出來的總值是非常大的，大於暫存器或記憶體所能儲存或表示的能力限制。要注意的是，溢位可能會在其他位址被置換。[來源請求]

加法器是中央处理器算术逻辑单元中的核心之一。当长度为n位的两个二进制数经过加减法器运算，得到的长度为n位的结果不是正确值时，我们说发生溢出。

## 檢查溢位
大多數的電腦都可以區別以上兩種溢位條件。當加法或減法的結果發生進位，必須考量到當運算的數值與結果都是unsigned numbers（無號數值，即非負數）型態時，運算的結果就不適合使用這個數值型態。所以，在執行無號數值的加法或減法之後檢查進位旗標是非常有用的作法。「溢位」在運算結果為無號數值時容易發生，可以從有符號的運算數值預計出這類的情形（例如：兩個正整數相加產生的結果為一個負數）。所以，在執行2的補數的加法或減法之後檢查溢位旗標是非常有用的作法（換言之，有考慮到有號數值）。

## 控制溢位
有幾個控制溢位的方法：
1. 設計：選擇正確的資料型態，尤其要注意資料長度與signed/unsigned資料符號。
2. 迴避：事先注意指令的運作以及檢查運算的數值，或許可以確保計算出來的結果不會超過記憶體儲存資料的限制。
3. 控制：當它被偵測到，還有在其他的程序完成時被檢測出來，那麼溢位是可以被預料的。例如：兩個位元大的兩個數值做加法計算，這種情形最可能發生。步驟如下：先加低位元再加高位元，但是如果它必須完成低位元的運算，就會產生位元加法的運算溢位，那麼就有必要做偵測和增加高位元的總和。通常CPU有支援偵測數值加法大於暫存器大小的作法，基本上這個作法是採用狀態位元的方式。
4. 增值：假如儲存的數值過大就會被分配給其他特定的數值，這時溢位就會發生，然後傳回旗標值時就會產生連續運作的現象。檢查這個問題最有用的方法，就是在整體的計算結尾做一次性的檢查工作，而不是檢查每一個執行步驟。這個作法最常用在浮點硬體呼叫浮點運算器。
5. 忽略：這是最普遍的作法，但是這個作法會得出不正確的結果，以及降低程式的安全性。

## 除零計算
任何數除以零的計算（Divided by zero）「不是」算術溢位的一種。在數學上只能明顯算是不明確的定義（Undefined）；它計算出來的結果只能當成是「沒有」值，而不是非常大的無限數值。

## 相關參見
- 進位
- 旗標
- 溢位
- 緩衝區溢位（Buffer overflow）
- IEEE 754
- 算术下溢
- 整数溢出